# S4 (Georgien)
Saertaschorisso mnischwnelobis gsa S4 (georgisch: საერთაშორისო მნიშვნელობის გზა ს-4) ist eine 57 Kilometer lange Fernstraße in Georgien. Sie verläuft von der Hauptstadt Tiflis über Rustawi bis zum aserbaidschanischen Grenzübergang Rote Brücke. In Aserbaidschan führt die Straße als M2 weiter über Gəncə nach Baku.
Zwischen Tiflis und Rustawi ist sie autobahnartig ausgebaut. Zwischen der Einmündung der als S9 ausgezeichneten Tiflisser Umgehungsstraße nordwestlich von Rustawi und dem Grenzübergang nach Aserbaidschan ist die S4 Teil der Europastraße 60. Von Zentrum Tiflis bis zur Abzweigung der S6 im Südosten von Tiflis ist die Straße auf etwa sechs Kilometern Bestandteil der Europastraße 117.

## Geschichte
Seit dem 12. Jahrhundert gab es auf der Höhe des aktuellen Grenzübergangs eine Brücke über den Fluss Chrami. Die Brücke wurde im 17. Jahrhundert ersetzt und war bis 1998 die primäre Verbindung zwischen Georgien und Aserbaidschan. Sie wurde 1998 durch eine sich etwas weiter westlich befindende Brücke ersetzt. Die alte Brücke aus dem 17. Jahrhundert existiert noch und wird aufgrund ihrer Farbe als „Rote Brücke“ bezeichnet (georgisch წითელი ხიდი, Ziteli chidi; aserbaidschanisch Qırmızı Körpü; russisch Красный мост, Krasny most). Diese Bezeichnung trägt auch der 2009 modernisierte Grenzübergang.
Mit der sowjetischen Einführung der M-Straßen im Jahr 1982 wurde die S4-Strecke vollständig Teil der Hauptstraße M27, die von Baku nach Noworossijsk auf einer Länge von über 1400 km verlief. Vorher war die Route der heutigen S4 wie bei den meisten sowjetischen Straßen nicht nummeriert. Seit 1991 liegt die M27 in drei Ländern: Russland, Georgien und Aserbaidschan. Außer dem Abschnitt Noworossijsk bis Dschubga, der in den 1990er Jahren zur M4 hinzugefügt wurde, existierte der russische Teil der M27 bis 2018 (obwohl der M27 im Jahr 2010 die Nummer A147 zugewiesen wurde). In Georgien wurde sie 1996 als S1 (von Tiflis nach Westen) und S4 neu nummeriert. In Aserbaidschan erhielt sie zwischen Baku und Mingəçevir die Bezeichnung M4, das kurze Stück zwischen Mingəçevir und Yevlax ist Teil der M5 und der weitere Abschnitt bis zur georgischen Grenze ist Teil der M2.
Die S4 ist die beliebteste Route zwischen Tiflis und Baku, und auf beiden Seiten der Grenze werden oder werden die Straßen auf Autobahnstandard ausgebaut. Die S4 wurde in das ehrgeizige georgische Ost-West-Autobahnprojekt aufgenommen, das darauf abzielt, einen 450 Kilometer langen Ost-West-Verkehrskorridor durch Georgien zu schaffen, der Aserbaidschan, Armenien und die Türkei verbindet. Im Rahmen dieses Projekts werden georgische Abschnitte der Autobahnen E60 (Poti-Tiflis-Rote Brücke, Aserbaidschan) und E70 (Poti-Batumi-Sarpi, Türkei) modernisiert und integriert, um Georgiens Position als Verkehrsknotenpunkt im Südkaukasus zu stärken. Das Ost-West-Autobahnprojekt umfasst die Umgestaltung großer Abschnitte der georgischen Autobahnen S1, S2, S4, S12 und in jüngerer Zeit der S7-Autobahn zu Autobahnen mit getrennten Steigungen, hauptsächlich als 2x2 Autobahn.

## Zukunft
Im Jahr 2021 stellte die Europäische Investitionsbank Georgien weitere 106,7 Mio. EUR für umfassende Modernisierungen seiner Ost-West-Autobahn zur Verfügung. Diese zusätzlichen Mittel sind für ein Neuausrichtungs- und Modernisierungsprojekt vorgesehen, an dem die Autobahnen S4 und S7 beteiligt sind. Die Autobahn S4 wird zwischen Rustawi und dem Grenzübergang Rote Brücke nach Aserbaidschan umgeleitet und als 2x2-Autobahn gebaut. Auf halber Strecke dieses Abschnitts wird eine neue 2x2-Autobahn in südwestlicher Richtung in Richtung der aktuellen S7 im Dorf Kvemo Sarali gebaut. Von hier aus werden die südlichen 16 Kilometer der S7 nach Sadakhlo und der armenischen Grenze neu ausgerichtet und als 2x2-Autobahn neu gebaut. Die Neugestaltung des südlichen Teils der Schnellstraße S4 steht seit einigen Jahren auf der Agenda. Obwohl eine zusätzliche Finanzierung gefunden wurde, ist nicht bekannt, wann der Bau beginnen wird.

## Großstädte an der Straße
- Tiflis
- Rustawi